# Podgórze Krakowskie
Podgórze Krakowskie (512.53) – region geograficzny o krajobrazie podgórskim położony w południowej Polsce, w okolicach Krakowa, stanowiący zachodni skrawek Kotliny Sandomierskiej wciśnięty między dolinki Skawinki i Raby. Wyróżniony jako mezoregion w ramach wieloautorskiej regionalizacji fizycznogeograficznej Polski z 2018 roku.
Mezoregion, w północnej części przecięty przebiegiem autostrady A4, zajmuje stosunkowo niewielką powierzchnię 166 km² na obszarze województwa małopolskiego. Rozciąga się na południe od Krakowa po Skawinę i Wieliczkę, na północy granicząc z Pomostem Krakowskim i Niziną Nadwiślańską, na południu z Pogórzem Wielickim, na zachodzie z Rowem Skawińskim, a na wschodzie z Podgórzem Bocheńskim.
Środowisko przyrodnicze cechuje przejściowy charakter pomiędzy Karpatami a Podkarpaciem. Występują tutaj zarówno wypiętrzenia terenu osiągające poziom 260–300 m n.p.m., jak i wypłaszczenia zawierające dolinki rzeczne zlewiska Wisły. Głównymi ciekami są Skawinka i Wilga. Podgórze Krakowskie jest obszarem dość gęsto zaludnionym, z przewagą terenów zabudowanych i rolniczych, o glebach brunatnych, płowych, madowych, a także z czarnoziemami. Lasów jest mało, choć północno-zachodni skrawek mezoregionu znajduje się w obrębie Bielańsko-Tynieckiego Parku Krajobrazowego.
W stosowanej przed 2018 rokiem regionalizacji fizycznogeograficznej Polski autorstwa Jerzego Kondrackiego omawiany region nie został wyszczególniony, a obszar go obejmujący przynależał do dwóch mezoregionów – część wschodnia stanowiła fragment Podgórza Bocheńskiego, natomiast zachodnia wchodziła w skład Rowu Skawińskiego.